# Sidi Taibi
Sidi Taibi (franska: Sidi Taibi (CR), Sidi Taibi (Commune Rurale), arabiska: أولاد سلامة) är en kommun i Marocko.   Den ligger i provinsen Kénitra och regionen Rabat-Salé-Kénitra, i den norra delen av landet, 27 km nordost om huvudstaden Rabat. Antalet invånare är 5 026.